# Nederlandse standaardtram
De Nederlandse standaardtram was een beoogde, maar nooit ontworpen en gebouwde tram, die door Amsterdam, Rotterdam en Den Haag gezamenlijk zou worden aangeschaft.

## Beweegredenen
Sinds 1966 schaften de vervoerbedrijven van de 3 grote steden en Utrecht al standaardstadsbussen aan die gemeenschappelijk waren ontworpen en door de gezamenlijke bestelling goedkoper waren in aanschaf. Ook kon men gemakkelijk onderling wagens uitwisselen. Later volgden er nog meer steden.
Ook bestond al de standaardstreekbus die in grote aantallen door NS-busdochters werd aangeschaft.
In navolging van de Commissie Standaardisering Autobusmaterieel (CSA) stelde het Ministerie van Verkeer en Waterstaat eind 1974 een Commissie Coördinatie Tram en Metromaterieel in waarin vertegenwoordigers zaten van de drie trambedrijven en de NS.
De doelstelling was net als bij de standaardbus te komen tot een voor alle drie de steden gelijk tramtype waardoor kosten konden worden bespaard en aanschaf door de grotere aantallen goedkoper zou zijn.
Een groot probleem was echter de verschillen in profiel van vrije ruimte in enerzijds Amsterdam en Rotterdam-Noord dat veel krapper was dan het profiel van vrije ruimte in Rotterdam-Zuid en Den Haag dat veel ruimer was.
Ook waren er nog verschillen tussen Amsterdam en Rotterdam-Noord, daar in Amsterdam veel relatief steile bruggen aanwezig zijn met soms krappe bogen.

## Voorgesteld type
Daarom dacht men aan één basistype waarvan twee versies zouden worden afgeleid die dan zo veel mogelijk gelijke componenten zouden hebben zoals draaistellen, geledingen en bestuurderscabines. De capaciteit zou bij beide type gelijk zijn.
Voor Amsterdam en Rotterdam-Noord dacht men aan een dubbelgeleed rijtuig en voor Rotterdam-Zuid en Den Haag aan een enkelgeleed rijtuig. De eerste versie zou tien procent duurder zijn dan de tweede versie.
Toch werden door elk van de steden weer een aantal andere eisen gesteld, zodat er nog een aantal verschillen in componenten waren.
Op korte termijn verwachtte men een grote materieelbestelling en met name het GVB kon eigenlijk niet meer wachten.
Door de krappe tijd vonden reeds half 1975 gesprekken plaats met een aantal fabrikanten en werd een offerte opgesteld.
Eind 1975, begin 1976 bleek reeds dat de eerder gedachte materieelbehoefte moest worden herzien. Zowel voor Amsterdam als Rotterdam waren een aantal uitbreidingen nog niet goedgekeurd en was de bestelling op korte termijn nog niet noodzakelijk.
In Den Haag was de vervanging van 30 PCC's wel urgent en men kreeg toestemming voor 15 gelede wagens.
In juli 1976 kwamen de offertes van de fabrikanten binnen en toen bleek dat alleen voor het GTL type belangstelling was. De kosten voor de andere typen waren echter zo hoog dat vervanging uit oogpunt van kostenoverweging niet meer aantrekkelijk was. De kosten waren zo hoog door de veelheid van eisen van de trambedrijven bij de nieuwe elektrische installatie. Ook bleken de ontwikkelingskosten erg hoog.
Het ministerie stelde daarom dat het voorlopig niet wenselijk was deze standaardtram aan te schaffen en verder te studeren op een goedkoper en eenvoudiger type standaardtram die er uiteindelijk niet kwam.

## Verdere ontwikkeling
De HTM kon niet langer wachten dan de verwachte vijf jaar en besloot tot bestelling van gelede trams. Het wilde per se het PCC-type behouden en vond het niet verantwoord geleed PPC-materieel bij andere fabrikanten te bestellen, omdat dan weer veel ontwikkelingswerk moest worden gedaan. 
Aanvankelijk dacht men aan het Brusselse PPC-type 7900, maar het werd uiteindelijk het GTL-type waarvan de eerste in 1981 in dienst kwam.
Amsterdam bestelde uiteindelijk de 9G-trams en later 10G dubbelgelede trams bij LHB, waarvan de eerste in 1979 in dienst kwam. Later, eind jaren 80, bestelde men alsnog het GTL-type.
Rotterdam ging over tot de aanschaf van de ZGT welke nog de meeste kenmerken van de standaardtram bezat en, min of meer, de enkelgelede versie hiervan was. De eerste wagen kwam in 1982 in dienst.

## Uiterlijk
Over het uiterlijk en de uitvoering van de beoogde tram is verder weinig bekend en ook niet of ze dan net als de standaardbus een gezamenlijke kleur gehad zouden hebben.        